# وانگ کایشی
وانگ کایشی (انگلیسی: Wang Caixi؛ زادهٔ ۱۸ نوامبر ۱۹۶۴)  وزنه‌بردار اهل چین بود. وی در بازی‌های المپیک تابستانی ۱۹۸۸ شرکت کرده‌است.